# Johannes Clair

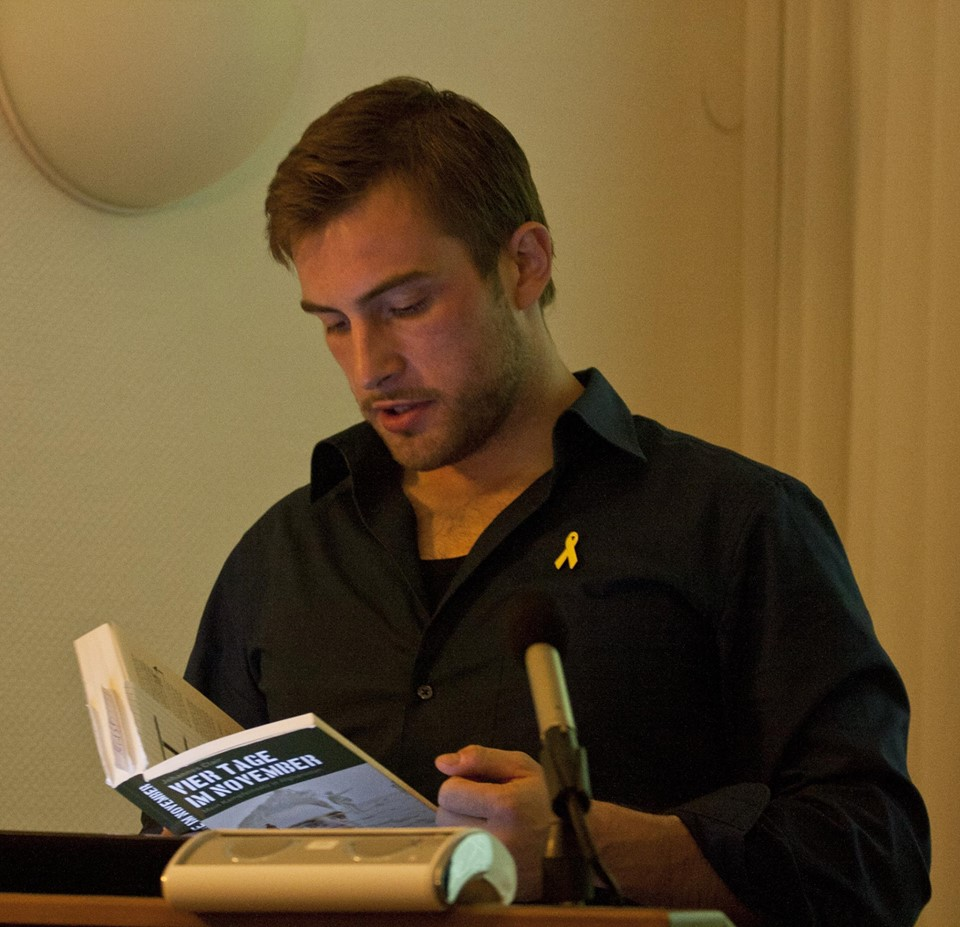
Johannes Clair bei einem Vortrag am 12. September 2013 in Köln über sein Buch und seine Erlebnisse in Afghanistan

Johannes „Joe“ Clair (* 16. Oktober 1985 in Wiesbaden) ist ein deutscher Autor und Oberstabsgefreiter der Fallschirmjägertruppe der Bundeswehr. Im Oktober 2012 veröffentlichte er sein erstes Buch Vier Tage im November über seinen Einsatz in Afghanistan.

## Werdegang
Nach seinem Abitur an der Eichenschule Scheeßel und dem Grundwehrdienst verpflichtete sich Clair für vier Jahre als Soldat auf Zeit in der Laufbahn der Mannschaften des Truppendienstes. Trotz seiner Höhenangst trat er in die Fallschirmjägertruppe ein und diente u. a. im Fallschirmjägerbataillon 313 in Seedorf. Als Infanterist Spezielle Operationen nahm er vom Juni 2010 bis Januar 2011 am Auslandseinsatz in Afghanistan im Rahmen des ISAF-Mandates teil und erlebte den Strategiewechsel der NATO vor Ort mit. Dort wurde er als G3ZF-Schütze eingesetzt und war Teil der ersten Gruppe des G-Zuges im Feldlager Kundus. Über seinen Einsatz und seine Teilnahme an der Operation Halmazag schrieb er das Buch Vier Tage im November (2012). Es war 2013 für 37 Wochen in der Spiegel-Bestsellerliste.
Nach Dienstzeitende begann er Sozialökonomie an der Universität Hamburg zu studieren und hielt nebenbei in ganz Deutschland Vorträge über die Erfahrungen, die er gemacht hatte. Im Zuge seines Engagements für mehr Bewusstsein für Bundeswehrsoldaten war er zu dieser Zeit regelmäßig im Fernsehen präsent. Zudem war er 2013 Protagonist in der Flüchtlingsdokumentation Auf der Flucht – Das Experiment, die im ZDF ausgestrahlt und für die Clair mit dem Deutschen Fernsehpreis ausgezeichnet wurde. Clair schrieb außerdem für das JS-Magazin, eine Publikation der evangelischen Kirche für junge Soldaten. Ferner hat er ein Geleitwort für das im Oktober 2014 im Carola Hartmann Miles-Verlag erschienene Buch Armee im Aufbruch verfasst. Zur Bewältigung seiner Erlebnisse im Einsatz befindet sich Clair derzeit in einem Programm für traumatisierte Soldaten der Bundeswehr.
Clair engagiert sich ehrenamtlich in der Veteranenarbeit und wurde zum stellvertretenden Vorsitzenden des Bundes Deutscher EinsatzVeteranen (BDV) gewählt. Über diese Organisation versucht er, mehr Bewusstsein für Einsatzrückkehrer der Bundeswehr zu schaffen und Betroffenen zu helfen. Seit 2015 hat er sich von den Aufgaben im Veteranenverband aus gesundheitlichen Gründen weitestgehend zurückgezogen.

## Bücher
- Vier Tage im November. Econ Verlag, Berlin 2012, ISBN 978-3-430-20138-4
- aktualisierte und erweiterte Neuauflage mit einem Nachwort Ende August 2021: ISBN 978-3-548-06657-8

## Auszeichnungen
- Deutscher Fernsehpreis 2013
- Karikaturenwettbewerb Umwelt? Natürlich! 2005[7]
- Einsatzmedaille Gefecht
- Einsatzmedaille der Bundeswehr ISAF
- NATO Non-Article 5 medal for ISAF